# Droits LGBT à Singapour

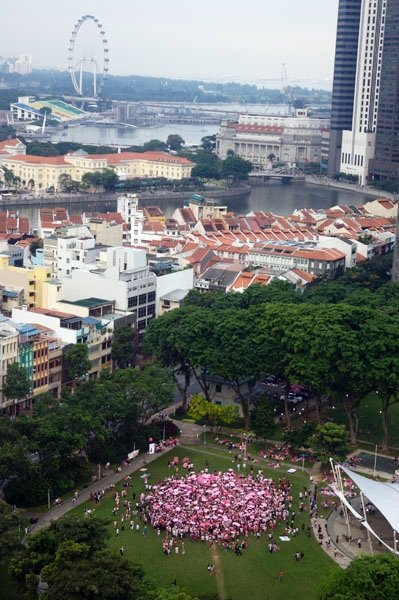
Le premier événement Pink Dot SG à Hong Lim Park le 16 mai 2009.

Les droits LGBT ne sont pas reconnus dans la cité-État de Singapour. Jusqu'en 2022, le droit singapourien condamne les relations homosexuelles masculines, mais pas les relations homosexuelles entre femmes,. En novembre 2022, le Parlement de Singapour adopte une loi pour décriminaliser les rapports sexuels entre hommes, et une autre pour « protéger » la définition du mariage, qui ne peut être que l’union d’une femme et d’un homme.

## Section 377
La politique s'opposant aux relations homosexuelles des autorités de Singapour est en partie l'héritage du colonialisme britannique, toujours appliqué avec la section 377 (en), une disposition pénale qui reste également à ce jour en application en Malaisie, au Pakistan et au Bangladesh.
Entre 2007 et 2013, neuf personnes ont été condamnées au titre de la section 377 à Singapour.
Le 21 août 2022, le Premier ministre singapourien Lee Hsien Loong annonce que le pays va décriminaliser les relations sexuelles entre hommes.
En novembre 2022, la section 377 est abrogée, mettant fin à la criminalisation des relations sexuelles entre hommes.

## Vie en société
Malgré la section 377, le gouvernement de Singapour ne s'est pas opposé à l'organisation de l'équivalent local d'une marche des fiertés en 2014 (l'évènement est nommé Pink Dot (en) ; littéralement : « Point Rose »), qui a rassemblé plus de 26 000 personnes. Il existe des bars gays à Singapour, seulement les hommes qui y sont sexuellement actifs risquent de se voir condamner à des peines de prison. The Economist parle à propos de cette situation paradoxale de « liberté conditionnelle permanente. »